# Меліто-ді-Наполі
Меліто-ді-Наполі (італ. Melito di Napoli) — муніципалітет в Італії, у регіоні Кампанія,  метрополійне місто Неаполь.
Меліто-ді-Наполі розташоване на відстані близько 185 км на південний схід від Рима, 10 км на північ від Неаполя.
Населення — 38 064 особи (2014).
Покровитель — святий Степан.

## Демографія
Населення за роками:

Станом на 1 січня 2023 року в муніципалітеті офіційно проживало 716 іноземців з 50 країн, серед них 92 громадяни країн Євросоюзу та 83 громадяни України.

## Сусідні муніципалітети
- Казандрино
- Джульяно-ін-Кампанія
- Муньяно-ді-Наполі
- Неаполь
- Сант'Антімо